# 大明山掌突蟾
大明山掌突蟾（学名：Leptobrachella damingshanensis），一种于中国广西壮族自治区南宁市武鸣区大明山自然保护区发现的两栖动物，隶属于角蟾科掌突蟾属。其种加词“damingshanensis”意为“大明山的”。

## 鉴别特征
大明山掌突蟾中等体型，雄性吻肛长33.6～34.4毫米；大腿基部背面具一对明显凸起的橘红色腺体；背部皮肤粗糙具橘红色疣粒和短纵肤棱；腹面乳白色，具有乳白色凸起的疣粒，在边缘更为聚中；指间无蹼亦无侧缘膜；趾间具蹼迹和窄的侧缘膜；体侧具零星不规则小黑斑；虹膜双色，上部棕红色，逐渐过渡到下部为淡银色。

## 保护
本种于2023年被收录入《有重要生态、科学、社会价值的陆生野生动物名录》。

## 图片
图片为发现者陈伟才于2021年4月25日拍摄的模式标本（成年雄性）的活体照片：